# Pierre Goursat
Pierre Goursat (París, Francia, 15 de agosto de 1914 - 1991) fue un laico católico francés y uno de los fundadores del instituto religioso Comunidad del Emmanuel.

## Infancia
Goursat nace en París en 1914, ciudad donde permanecerá toda su vida. Su único hermano muere cuando él era niño aún.
Joven brillante, Goursat inicia estudios de arte. Su conversión a la fe católica se da a la edad de 19 años durante su convalecencia de un ataque de tuberculosis. Más tárde, recordando esta situación, contaría que una noche había escuchado a su hermano decirle: "te has convertido en un orgulloso".

## Época de formación
Durante la II Guerra Mundial, Pierre se encuentra con el cardenal Emmanuel Suhard, arzobispo de París, de quien se hace gran amigo. Aquel le confirma su vocación de "adorador" laico, consagrado a Dios  en el celibato.
Pierre se caracterizó por tener una salud frágil, que no le impidió hacer presencia en el mundo cultural. En este se consagra a la evangelización a través de libros, revistas y la participación en un círculo católico de intelectuales. Luego,  se introduce en el cine, medio en el cual Pierre se convierte en amigo y consejero de varios directores y realizadores, ejerciendo durante diez años la función de secretario de la Oficina Católica de Cine. En 1970 se retira del medio, dedicándose a una vida más simple.

## Fundación de la comunidad del Emmanuel
El 11 de febrero de 1972, cuarenta personas, entre las cuales se encontraba Pierre Goursat y Martine Catta, se reúnen para escuchar el testimonio y las explicaciones de Xavier Le Pichon quien acababa de tener una experiencia con la Renovación Carismática en los Estados Unidos. Más tarde, ellos invitan a algunas personas a orar con ellos en París, según el estilo "renovado" de nueva corriente religiosa. Al comenzar, cinco son los miembros; un año más tarde eran más de 500.  Este fue el inicio de la Comunidad del Emmanuel, de la cual Pierre se convertirá en el primer moderador. 
En 1986 el Papa Juan Pablo II durante su visita al santuario de Paray le Monial dirá a Pierre Goursat: "gracias por haber fundado El Emmanuel". 
Pierre Goursat muere el 25 de marzo de 1991. Su misa exequial tuvo lugar en la Iglesia de la Santa Trinidad, en París, presidida por el cardenal Jean Marie Lustiger. Fue enterrado en Paray Le Monial.
El consejo de la Comunidad del Emmanuel propuso en septiembre de 2007 al arzobispo de París la apertura de su causa de beatificación, obteniendo en 2008 el asentimiento del Vaticano, que oficialmente abrió dicha causa.